# Dejan Radić (pallavolista)
Dejan Radić (Bijeljina, 6 novembre 1984) è un pallavolista serbo.
Gioca nel ruolo di centrale nel Gazélec Ajaccio.

## Carriera
La carriera di Dejan Radić inizia nella Stella Rossa, quando ancora la società di Belgrado militava nello scomparso campionato serbo-montenegrino; pur senza ottenere risultati importanti, esordisce nelle coppe europee ed entra nel giro della neonata nazionale della Serbia. Nella stagione 2006-07 si trasferisce nel massimo campionato montenegrino, disputando tre annate con il Budućnost Podgorica, con cui si aggiudica due campionati nazionali e tre Coppe di Montenegro.
Nel 2010-11 viene tesserato dall'Asse-Lennik, nella Volleyliga belga; terminata questa esperienza torna in patria per disputare la Superliga 2013-14 con ilVojvodina, raggiungendo il secondo posto.
Dall'annata 2014-15 gioca in Francia nelle file del Cannes dove rimane tre campionati prima di passare al Gazélec Ajaccio, sempre nel massimo campionato transalpino, dalla stagione 2017-18.

## Palmarès
- Campionato montenegrino: 2

2006-07, 2007-08
- Coppa di Montenegro: 3

2006-07, 2007-08, 2008-09